# Шастун Ігор Михайлович
Ігор Михайлович Шастун — старший сержант окремого загону спеціального призначення НГУ «Азов» Національної гвардії України, учасник російсько-української війни, що загинув у ході російського вторгнення в Україну в 2022 році.

## Життєпис
Ігор Шастун народився 23 лютого 1993 року в Маріуполі на Донеччині. Навчався в школі №28 в баскетбольному класі. У 14 років він дуже травмував коліно. Через це не зміг стати професійним спортсменом, але грав у баскетбол до кінця життя . 
Закінчив Маріупольський електромеханічний технікум за спеціальністю «Комерційна діяльність». 
У 2011 році вирішив вступити до Школи міліції, але для цього потрібно було пройти строкову службу, тому Ігор пішов до військкомату, щоб служити строкову службу. 
У жовтні 2011 року розпочав службу в Президентському полку. За рік повернувся в Маріуполь. Працював обрубувачем гарячого металу у фасонно-сталеливарному цеху на металургійному комбінаті імені Ілліча (2012—2015).  
Прямо на робочому місці в 2015 році одержав повістку та пішов служити у 23-й загін морської охорони. За шість років дослужився до старшого сержанта та був призначений командиром прикордонного катера.  
У 2021 році контракт закінчився, він почав служити в полку «Азов» Національної гвардії України. З початком повномасштабного російського вторгнення в Україну разом з азовцями перебував на передовій. 

## Загибель
Загинув 1 квітня 2022 внаслідок авіаудару по перехрестю вулиці Зелінського і проспекту Миру. Осколком Ігорю відірвало ногу і йому не змогли надати медичну допомогу через щільний бій. Помер від втрати крові. Цивільні поховали його біля дев`ятиповерхівки. .
Перепохований на Центральному кладовищі в селі Білогородка Київської області. Залишилися син, мати і молодший брат.

## Родина
У загиблого залишилася мати Неля та рідний брат Микита, який 23 лютого 2022 року приєднався до свого старшого брата й також ніс службу на Азовсталі в складі полку «Азов» НГУ, а тепер перебуває в російському полоні. Він нагороджений медаллю «За військову службу Україні».

## Нагороди
- Орден «За мужність» II ступеня (2022, посмертно) — за особисту мужність і самовіддані дії, виявлені у захисті державного суверенітету та територіальної цілісності України, вірність військовій присязі;
- Орден «За мужність» III ступеня (2022) — за особисту мужність і самовіддані дії, виявлені у захисті державного суверенітету та територіальної цілісності України, вірність військовій присязі, зразкове виконання службового обов'язку.